# 打田町
打田町（うちたちょう）は、和歌山県の北部、那賀郡の中央にあった町。2005年11月7日、粉河町、那賀町、桃山町、貴志川町と合併し、紀の川市となった。

## 地理
和歌山県の北部、那賀郡の中央に位置する。東西に紀の川が流れ、北に和泉山脈、南に紀伊山地が連なっている。また、一級河川紀の川が流れている。また、粉河町と桃山町に挟まれた飛び地がある。

### 隣接していた自治体
- 和歌山県
  - 那賀郡 岩出町（現 岩出市）、粉河町、桃山町
- 大阪府
  - 泉佐野市
  - 泉南市

## 歴史
平安時代の歌人として知られる西行の生まれ故郷。
- 1956年（昭和31年）3月31日 - 池田村・田中村が合併して発足。
- 2005年（平成17年）11月7日 - 粉河町・那賀町・桃山町・貴志川町と合併して紀の川市が発足。同日打田町廃止。

## 行政
- 町長：根耒公士

## 経済
- 主な産業 - 農業

## 地域

### 教育
- 近畿大学生物理工学部
- 打田町立打田中学校
  - 打田町立打田中学校仙渓分校
- 打田町立池田小学校
- 打田町立田中小学校
  - 打田町立田中小学校高野分校
  - 打田町立田中小学校赤尾分校（2008年3月廃校）

## 交通

### 鉄道路線
- 西日本旅客鉄道（JR西日本）
  - 和歌山線：（粉河町） - 打田駅 - 下井阪駅 - （岩出町）

### 道路

#### 一般国道
- 国道24号
- 国道424号

#### 県道
- 主要地方道
  - 和歌山県道3号かつらぎ桃山線
  - 和歌山県道7号粉河加太線
  - 和歌山県道13号和歌山橋本線
  - 和歌山県道14号和歌山打田線
  - 和歌山県道62号泉佐野打田線
- 一般県道
  - 和歌山県道119号中三谷下井阪線
  - 和歌山県道128号桃山下井阪線

## 観光地
- 紀伊国分寺
  - 史跡紀伊国分寺跡歴史公園
  - 打田町歴史民俗資料館